# Газопровод Бухара — Ташкент — Бишкек — Алматы
Газопровод Бухара-Ташкент-Бишкек-Алматы является экспортным маршрутом поставок природного газа из Узбекистана.

## История
Строительство газопровода началось в 1967 году. В 1968 году трубопровод дошел до Ташкента, в 1970 году до Бишкека, а в 1971 году до Алматы.

## Описание
Диаметр трубопровода – 1020 миллиметров (40 дюймов). Годовая мощность трубопровода составляет около 22 миллиардов кубометров природного газа. Газопровод Бухара-Ташкент-Бишкек-Алматы является основным источником газоснабжения Кыргызстана и южной части Казахстана. Не исключено, что трубопровод будет соединен с планируемым газопроводом Центральная Азия-Китай.

## Операторы
Узбекский участок газопровода эксплуатируется компанией «Узтрансгаз».
Казахстанский участок газопровода эксплуатируется компанией «Казтрансгаз», 100% дочерней компанией «Казмунайгаз». 
Киргизский участок газопровода эксплуатируется «Кырказгазом», совместным предприятием «Казтрансгаз» и «Кыргызгаз».

## Дальнейшее развитие
Техническое состояние трубопровода вызывает тревогу, особенно в Кыргызстане. Поэтому планируется строительство второго магистрального газопровода и реконструкция существующего газопровода.